# Institut national de la statistique (Madagascar)
L’Institut National de la Statistique (INSTAT) est un EPIC malgache responsable de la mise en œuvre de la politique nationale en matière de statistique.  Il est également le dépositaire et le gestionnaire des statistiques officielles de Madagascar.

## Histoire
Le Service statistique général (SSG) est institué par un arrêté du 25 novembre 1947 qui le rattache à la Direction des affaires économiques et le dote de l'Atelier général de mécanographie (AGM).
À partir de mars 1967, le Service est transformé en un Institut national de la recherche économique (INSRE) comportant quatre unités : (1) la Division générale (2) le Service de la collecte et de l'information statistique (3) le Service de la coordination et des synthèses économiques (4) le Service de la mécanographie. Il est stipulé que l'INSRE sert à établir, à rassembler et à exploiter les diverses statistiques nécessaires. Il est chargé de la coordination et de l'exécution des études économiques, sociales, techniques et démographiques. Ces études devront éclairer les méthodes statistiques du recensement et du sondage. Par ailleurs, il gère l'atelier mécanographique et effectue les recherches économiques sur le pays.
En juillet 1985, l'INSRE est transformé en Direction générale de la Banque des données de l'État (BDE) rattachée à la Présidence de la République démocratique de Madagascar (RDM). Initialement, la BDE comprenait trois directions : (1) la Direction de la circulation des informations et de la banque des données (2) la Direction de l'exploitation des systèmes et assistance à l'informatisation (3) la Direction de la valorisation de l'information. Plus tard, ces directions ont été changées en : (1) Direction générale (2) Direction de la circulation des informations et de la mise en banque des données (3) Direction de l'exploitation des systèmes et assistance à l'informatisation (4) Direction de la valorisation de l'information (5) Services provinciaux et délégations régionales
Nouvelle étape en 1995 avec la transformation de la BDE en Institut national de la statistique (INSTAT) ayant pour mission de concevoir et de coordonner la mise en œuvre de la politique nationale en matière de statistique et de ses divers champs d'application dans les domaines économique, démographique et social ainsi que de l'appui scientifique et technique à la gestion de l'économie nationale. L'INSTAT a été transformé en établissement public à caractère industriel et commercial (EPIC) le 21 avril 1998.
En janvier 2015, le site internet de l'Instat est piraté par un groupe terroriste islamiste. En 2017, l'Instat lance un recensement de la population malgache, le premier depuis plus de 24 ans. Le recensement est financé par la Banque mondiale et le Fonds des Nations unies pour la population (FNUAP). En juillet 2019, l'Instat reçoit 20 nouveaux véhicules tous terrains pour appuyer ses récoltes de données sur le terrain. En 2020, l'Instat lance une enquête d'un an sur le terrain sur la pauvreté dans le pays, enquête financée par la Banque mondiale à hauteur de deux millions de dollars,. En 2021, l'Instat lance une enquête statistique pour mettre à jour les indicateurs de développement du pays, ceci dans le but de redéfinir la comptabilité nationale.
| Date            | Ministère                                               | Ministre                          |
| --------------- | ------------------------------------------------------- | --------------------------------- |
| 30 avril 2008   | de l’Économie, du Commerce et de l'Industrie            | Ivohasina Razafimahefa            |
| 20 janvier 2007 | de l'Économie, du Plan, du Secteur Privé et du Commerce | Harison Edmond Randriarimanana    |
| 18 juin 2002    | de l’Économie, des Finances et du Budget                | Andriamparany Benjamin Radavidson |
| 31 juillet 1998 |                                                         |                                   |
| 28 février 1997 |                                                         |                                   |

| Nom                           | Période |
| ----------------------------- | ------- |
| Andriamampianina Rakotomalala |         |
| Jean Razafindravonona         |         |
| RAMANANA Rahary               |         |
| Philippe Rajaobelina          |         |

## Mission
Le décret fixant son statut donne à l'INSTAT « la mission de concevoir et de coordonner la mise en œuvre de la politique nationale en matière de statistique et de ses champs d'application dans les domaines économiques, démographiques et sociaux, ainsi que de l'appui scientifique et technique à la gestion de l'économie nationale. Il est également le dépositaire et le gestionnaire des statistiques officielles de Madagascar ».

## Organisation
Les organes de l'INSTAT sont le conseil d'administration et la direction générale.

### Conseil d'administration
C'est l'organe délibératif de l'INSTAT ; il est composé de 12 membres nommés pour trois ans renouvelables par arrêté du ministre chargé de l'économie ; le président est élu par les membres ; le directeur général assure le secrétariat, sans voix délibérative. Il est chargé de :
- Examiner et approuver les programmes d'activité ;
- Examiner et arrêter le projet de budget et le compte financier à soumettre à l'approbation des autorités de tutelle ;
- Examiner et approuver le rapport annuel du directeur général sur les activités ;
- Examiner et proposer à l'approbation des autorités de tutelle l'organisation de la direction générale de l'INSTAT ainsi que le statut du personnel ;
- approuver le règlement financier et le règlement du personnel proposés par le directeur général en application de l'organisation comptable et financière de l'INSTAT et du statut du personnel ;
- approuver le système de tarification des services rendus par l'INSTAT.

### Direction générale
L'INSTAT est dirigé par un directeur général ayant rang de directeur général de ministère ; il est assisté par un directeur général-adjoint ; tous deux sont nommés en conseil des ministres. Le directeur général est chargé de diriger et d'administrer l'INSTAT, d'en animer et d'en coordonner l'ensemble des activités en conformité avec les directives du conseil d'administration.
Directeur général : Ida Rajaonera
Structure centrale :
- Direction des synthèses économiques
- Direction des statistiques économiques
- Direction de la démographie et des statistiques sociales
- Direction des relations institutionnelles et de la diffusion
- Direction informatique
- Direction des statistiques des ménages
- Direction interrégionale, ayant autorité sur les représentations régionales :
  - Antananarivo (Région Analamanga)
  - Toamasina (Région Atsinanana)
  - Mahajanga (Région Boeny)
  - Fianarantsoa (Région Haute Matsiatra)
  - Antsirabe (Région Vakinakaratra)
  - Antsiranana (Région DIANA)
  - Toliara (Région Anosy)
- Service régionaux, ayant autorité sur les représentations régionales : 
  - Sava, Sambava
  - Itasy, Miarinarivo
  - Bongolava, Tsiroanomandidy
  - Sofia, Antsohihy
  - Betsiboka, Maevatanana
  - Melaky, Maintirano
  - Alaotra-Mangoro, Ambatondrazaka
  - Analanjirofo, Fénérive Est (Fenoarivo  Atsinanana)
  - Amoron'i  Mania, Ambositra
  - Vatovavy-Fitovinany, Manakara
  - Atsimo-Atsinanana, Farafangana
  - Ihorombe, Ihosy
  - Menabe, Morondava
  - Androy, Ambovombe-Androy
  - Anôsy, Tôlagnaro
- Direction administrative et financière
- Agent comptable

### Pages connexes
- Liste d'instituts officiels de statistique
- Formation statistique en Afrique
- Démographie de Madagascar
- Économie de Madagascar